# Szlovácsek Ida
Szlovácsek Ida (leányneve Török Ida,  álnevei: Almási Éva, Dombói Éva, Dombói Ida; Marosvásárhely, 1939. augusztus 9. –) erdélyi magyar tanár, újságíró.

## Életútja, munkássága
Dicsőszentmártonban és a nagyenyedi Bethlen Gábor Kollégiumban tanult. 1962-ben a BBTE magyar nyelv és irodalom szakán szerzett diplomát. Tanított a vámosgálfalvi általános iskolában (1962–63), dolgozott a govorai gyermekszanatóriumban (1963–66), az ádámosi Általános Iskola tanára és aligazgatója (1966–78), 1978–90 között váltakozva a dombói általános iskola és a dicsőszentmártoni 2. sz. Líceum tanára, 1990-től nyugdíjas, de 1998-tól ismét tanított a dicsőszentmártoni Elméleti Líceumban.
1968–91 között riportokat, karcolatokat, tárcákat közölt a Munkásélet, Vörös Zászló, Népújság, Ifjúmunkás, Előre, Tanügyi Újság hasábjain. Korai írásait leánykori nevén, Török Ida, közölte. Írásainak zömét (pl. Ilon naplójából c. folytatásos elbeszélését) a Vörös Zászló ifjúsági rovata közölte.
1989 után részt vett Dicsőszentmárton magyar szellemi életének fellendítésében: irodalmi esteket szervezett, elindította és szerkesztőként, 1995-től felelős szerkesztőként jegyezte a Kis-Küküllő c. lapot. 1993-ban megválasztották a dicsőszentmártoni Sipos Domokos Művelődési Egyesület elnökévé.